# Argelès-sur-Mer (kanton)
Argelès-sur-Mer var en fransk kanton fra 1790 til 2015 beliggende i departementet Pyrénées-Orientales i regionen Languedoc-Roussillon. Kantonen blev nedlagt i forbindelse med en reform, der reducerede antallet af kantoner i Frankrig. kantonens kommuner indgår nu i kantonerne Côte Vermeille og Vallespir-Albères.
Argelès-sur-Mer bestod i 2015 af 8 kommuner :
- Argelès-sur-Mer (hovedby)
- Sorède
- Saint-André
- Saint-Génis-des-Fontaines
- Palau-del-Vidre
- Laroque-des-Albères
- Villelongue-dels-Monts
- Montesquieu-des-Albères

## Historie
Kantonen Côte Vermeille blev 16. august 1973 udskilt fra Argelès-sur-Mer.